# مارشا کدل
مارشا کی کدل (به انگلیسی: Marsha K. Caddle) سیاستمدار و اقتصاددان اهل باربادوس است که نمایندهٔ مجلس و وزیر صنعت، نوآوری، علم و فناوری این کشور است. وی قبلاً وزیر امور اقتصادی و سرمایه‌گذاری بود. کدل در هاگات هال در سنت مایکل بزرگ شد. وی در مدرسهٔ ابتدایی بلمونت تحصیل کرد و برای تحصیل در دورهٔ متوسطه به کالج هریسون رفت. او اقتصاد را در دانشگاه کاتولیکا سانتو دومینگو مطالعه کرد و سپس برای تحصیلات تکمیلی به دانشگاه یوتا رفت. کدل همچنین در تحلیل و اندازه‌گیری فقر با ابتکار فقر و توسعهٔ انسانی آکسفورد همکاری کرد.
وی به عضویت انجمن بین‌المللی اقتصاد فمینیستی و کارگروه بین‌المللی جنسیت، اقتصاد کلان و اقتصاد بین‌الملل درآمد. کدل که عضو حزب کارگر باربادوس است، از حوزهٔ انتخابیهٔ سنت مایکل جنوبی به عنوان عضو مجلس این کشور انتخاب شد. وی در انتخابات عمومی باربادوس در مه ۲۰۱۸ به عنوان نمایندهٔ پارلمان انتخاب شد و وزیر گردشگری وقت را شکست داد. او همچنین در سال ۲۰۲۲ مجدداً در انتخابات پارلمانی بربادوس پیروز شد و به دورهٔ دوم در مجلس انتخاب شد.
وی همچنین در کنفرانس تغییرات اقلیمی سازمان ملل متحد نقش فعالی داشته است و هیئتی از باربادوس را در این کنفرانس رهبری می‌کرد. او در سال ۲۰۲۱ با عبدل محمد ازدواج کرد.

## زندگی‌نامه
کدل در هاگات هال در سنت مایکل بزرگ شد. او در مدرسهٔ ابتدایی بلمونت درس خواند و برای آموزش متوسطه به کالج هریسونرفت و در آنجا تحصیل کرد. او اقتصاد را در دانشگاه کاتولیکا سانتو دومینگو خواند و پس از آن برای تحصیلات تکمیلی در دانشگاه یوتا رفت. او همچنین در تحلیل و اندازه‌گیری فقر با ابتکار فقر و توسعهٔ انسانی آکسفورد کار کرده‌است. او در سال ۲۰۰۶ به عضویت انجمن بین‌المللی اقتصاد فمینیستی و کارگروه بین‌المللی جنسیت، اقتصاد کلان و اقتصاد بین‌الملل درآمد.
قبل از کارش در مجلس، کدل چندین نقش در توسعه داشت، از جمله مدیر برنامهٔ امنیت اقتصادی و حقوق صندوق توسعهٔ سازمان ملل متحد برای زنان در دفتر کارائیب. او متعاقباً به عنوان مدیر برنامهٔ فقر و امنیت اقتصادی با برنامه توسعهٔ سازمان ملل متحد و به عنوان مدیر استراتژی حکمرانی برای بانک توسعهٔ کارائیب کار کرد.
کدل که عضو حزب کارگر باربادوس است، عضو مجلس این کشور از حوزهٔ انتخابیهٔ سنت مایکل جنوبی است. او برای اولین بار در انتخابات عمومی باربادوس در ۲۶ مه ۲۰۱۸ به‌عنوان نمایندهٔ پارلمان انتخاب شد و وزیر گردشگری وقت، ریچارد سیلی را شکست داد. او سیلی را برای دومین بار در سال ۲۰۲۲ شکست داد و برای دومین دوره در پارلمان ماند.

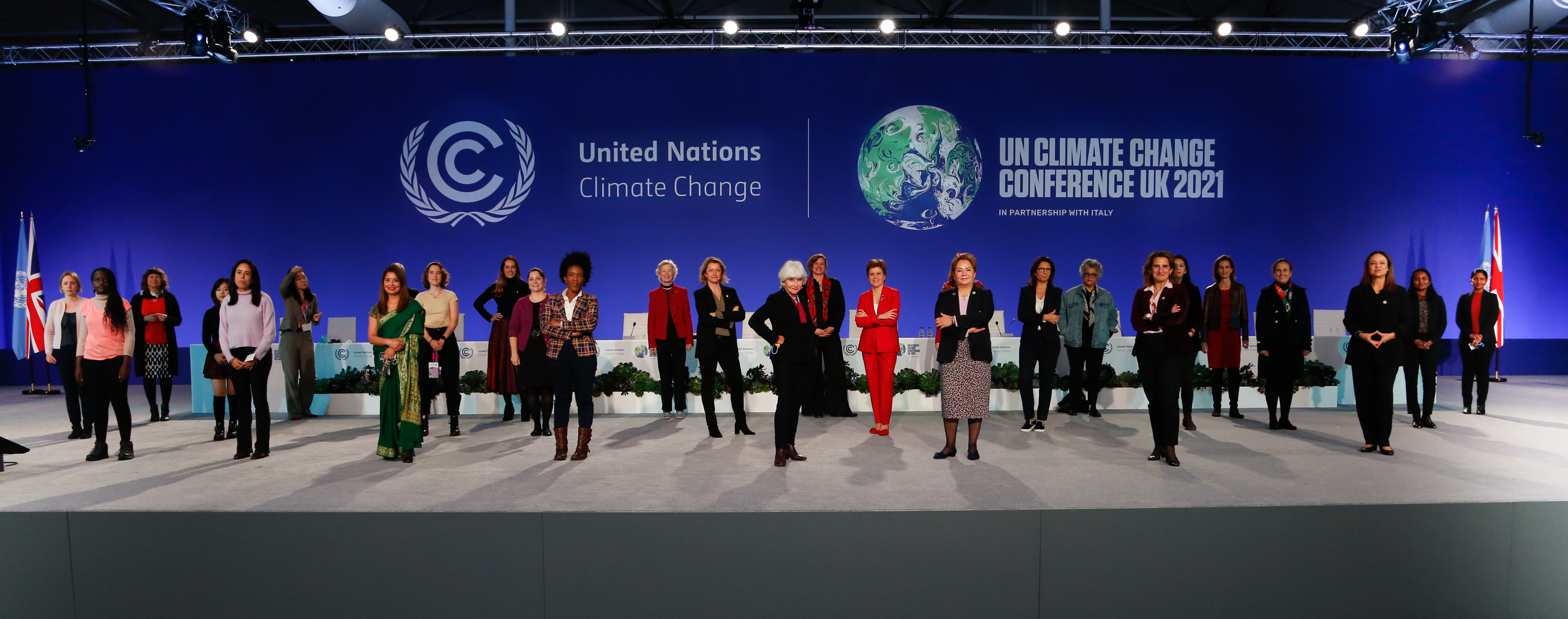
زنان رهبر جهان در COP26

در سال ۲۰۲۱ کدل رهبری هیئتی از باربادوس به کنفرانس کنفرانس تغییرات اقلیمی سازمان ملل متحد را بر عهده داشت، زیرا نقش وزارتی آن زمانِ او در مورد بحران آب و هوا و تأمین مالی آب و هوا بود. برای باربادوس، افزایش دما به معنای اقلیم شدیدتر از جمله توفند و خشکسالی است. او د مورد اینکه چگونه عامل اصلی بدهی کشورهای حوزهٔ کارائیب تأثیر بحران آب و هوا است صحبت کرده‌بود.

## زندگی شخصی
کدل در ژوئن ۲۰۲۱ با عبدل محمد ازدواج کرد.